# NGC 3029
NGC 3029 é uma galáxia espiral (Sc) localizada na direcção da constelação de Sextans. Possui uma declinação de -08° 03' 04" e uma ascensão recta de 9 horas, 48 minutos e 53,8 segundos.
A galáxia NGC 3029 foi descoberta em 8 de Fevereiro de 1886 por Lewis A. Swift.